# Guttannen
Guttannen (toponimo tedesco) è un comune svizzero di 266 abitanti del Canton Berna, nella regione dell'Oberland (circondario di Interlaken-Oberhasli).

## Geografia fisica

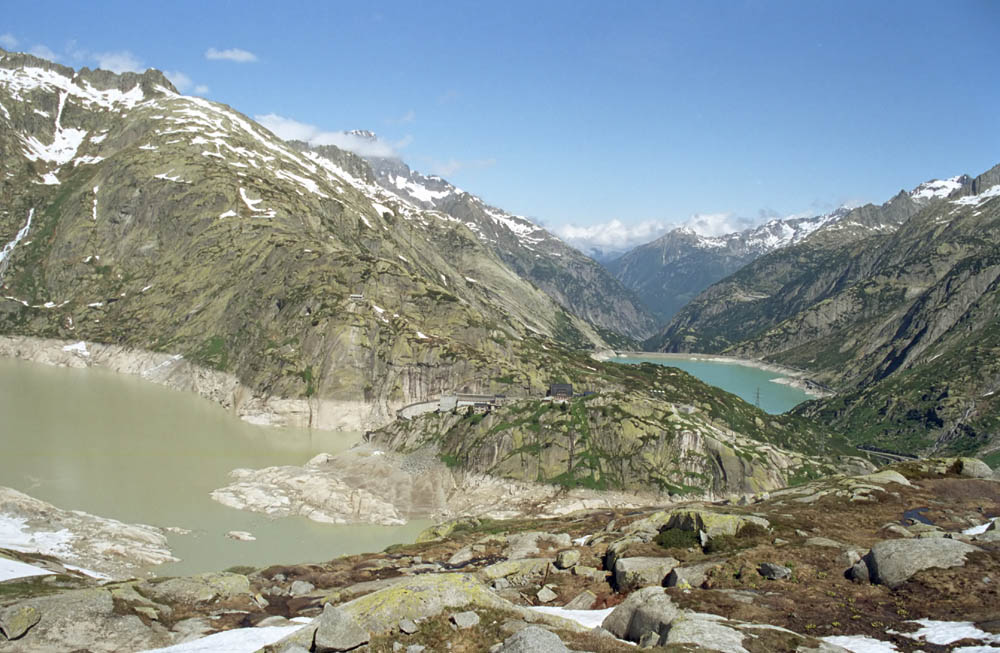
Il passo del Grimsel con i laghi Grimselsee e Räterichsbodensee

Guttannen sorge nell'Oberland Bernese in prossimità del passo del Grimsel. Il fiume Aar nasce dai ghiacciai presenti nei dintorni. Sono presenti quattro laghi artificiali nel territorio comunale: Oberaarsee, Grimselsee, Räterichsbodensee e Gelmersee. Nella parte occidentale del territorio di Guttannen sono presenti alcune delle più alte e famose montagne delle Alpi Bernesi, tra le quali il Finsteraarhorn (4 274 m s.l.m.), lo Schreckhorn (4 078 m s.l.m.) e il Lauteraarhorn (4 042 m s.l.m.).
Guttannen si estende per 200,7 km², superficie superiore addirittura quella del Canton Appenzello Interno.

## Origini del nome
Il nome Guttannen deriva dalla forma contratta di "ze den guoten tannen" ("Bei den guten Tannen"). In lingua tedesca significa "ai begli abeti" e infatti nello stemma del comune è raffigurato proprio un abete.

## Storia
Il paese è citato per la prima volta nel 1377 come "Guotontannon".

## Monumenti e luoghi d'interesse

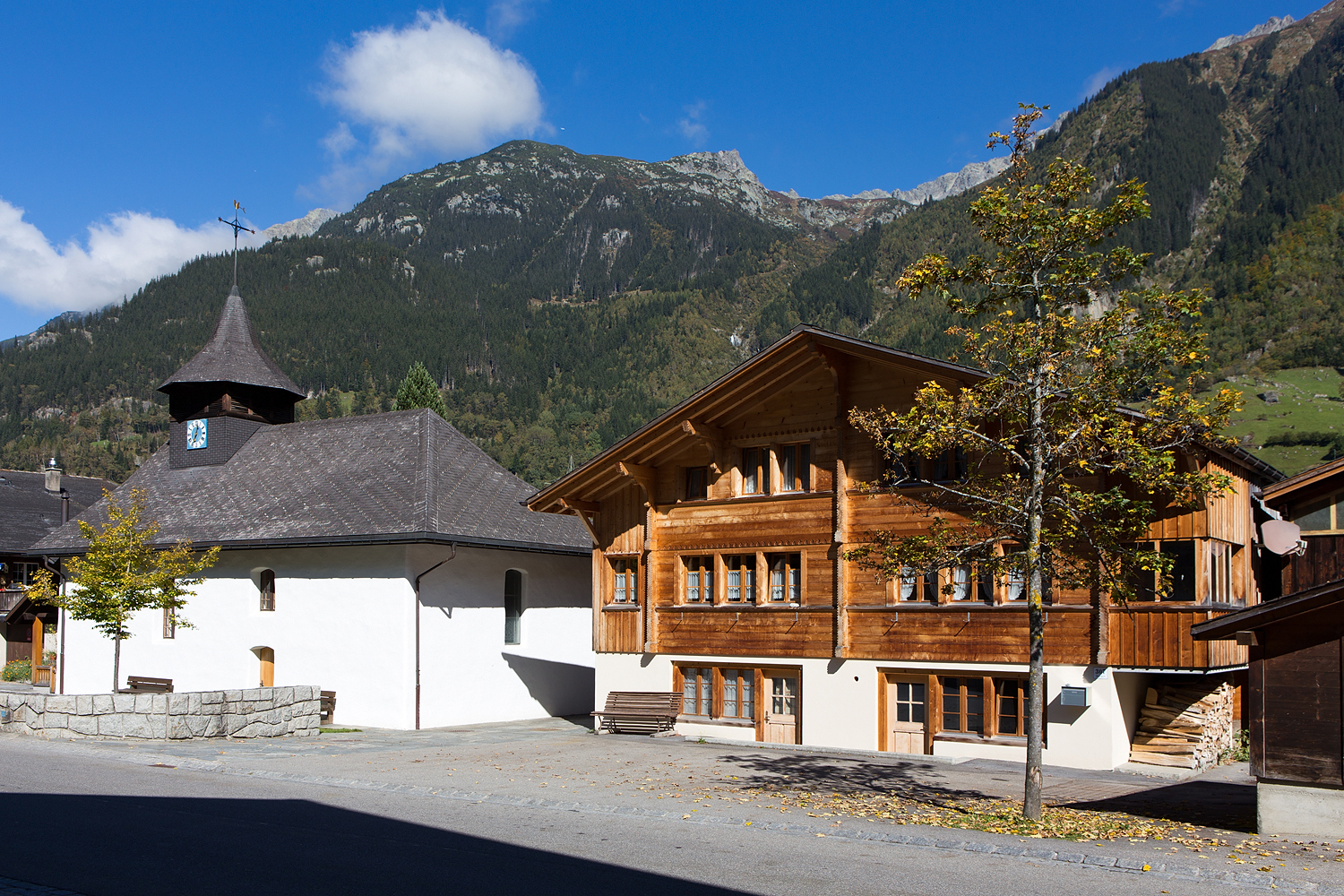
La chiesa riformata

- Chiesa riformata, eretta nel 1467 e ricostruita nel 1722-1723[1].

## Società

### Evoluzione demografica
L'evoluzione demografica è riportata nella seguente tabella:
Abitanti censiti

## Infrastrutture e trasporti

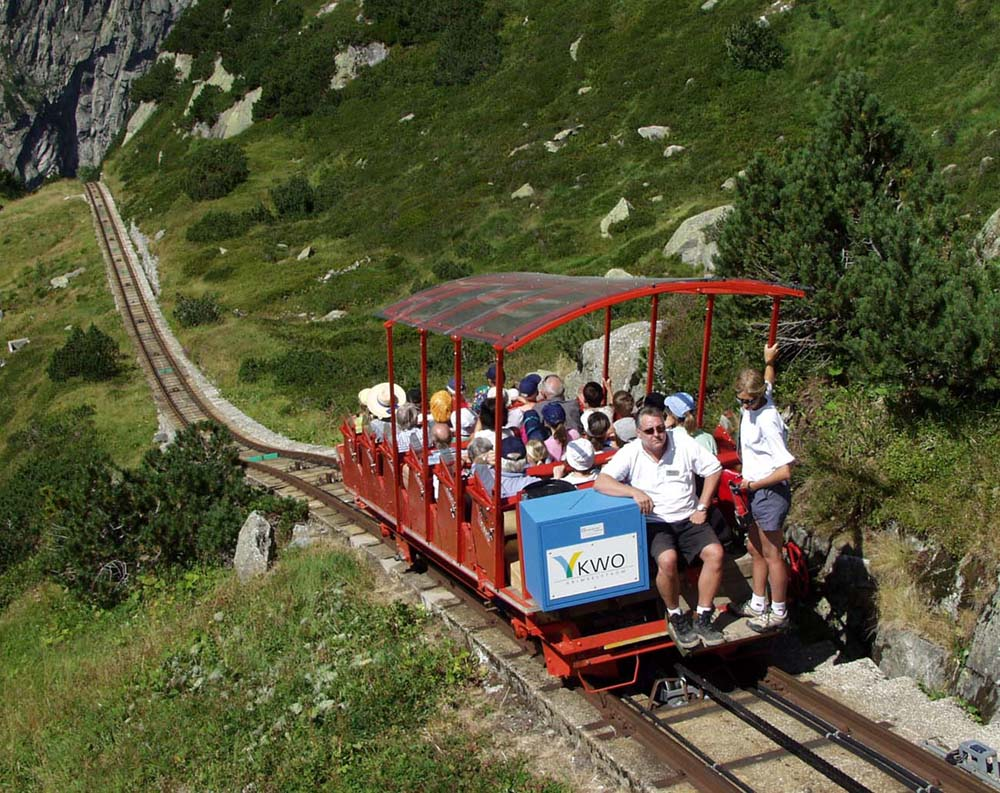
La Gelmerbahn

Guttannen è servito dalla ferrovia Gelmerbahn.

## Amministrazione
Ogni famiglia originaria del luogo fa parte del cosiddetto comune patriziale e ha la responsabilità della manutenzione di ogni bene comune ricadente all'interno dei confini del comune.